# Daniel Finkernagel
Daniel Finkernagel (* in Dortmund) ist ein deutscher Hörfunkmoderator, Regisseur und Drehbuchautor.
Er ist unter anderem einer der Moderatoren der Hörfunksendung Mosaik von WDR 3.
Finkernagel studierte in Berlin und Paris Literatur und Musikwissenschaften. Derzeit wohnt er in Köln, von wo aus die von ihm moderierte Radiosendung ausgestrahlt wird.